# Липники (зупинний пункт)
Липники (біл. Ліпнікі) — зупинний пункт Берестейського відділення Білоруської залізниці в Дорогичинському районі Берестейської області. Розташований у селі Липники на лінії Лунинець — Жабинка, між зупинними пунктами Огдемер і Дрогичин-Місто.